# Лични развој
Лични развој подразумева самоунапређење и програме, алате, методе, циљеве, планове или акције орјентисане према једном или више постигнућа. Постигнућа могу да укључују:
- побољшање свести
- побољшање спознаје
- изградњу или побољшање идентитета
- развој сопствених предности или способности
- изградњу могућности запошљавања или људског капитала
- побољшање животног стила или квалитета живота
- испуњавање сопствених жеља
- дефинисање и извршавање планова о сопственом развоју[1][2]

Ово се остварује кроз учење или менторство, кроз међусобно такмичење, или кроз професионалне службе: одржавање тренинга, процењивање или ,coaching' (coaching се односи на активности тренера на развоју способности трениране особе или клијента).
Приликом стручног усавршавања, једна од најважнијих области је лични развој. Најчешће су то професионална усавршавања, као што су семинари, вебинари и конференције, са циљем да особа буде успешнија у послу којим се бави. 